# Velvet Kiss
Velvet Kiss (ベルベット・キス, Berubetto Kisu) est un ecchi manga de Chihiro Harumi, prépublié dans le magazine Vitaman et publié par l'éditeur Takeshobo en quatre volumes reliés sortis entre mai 2010 et juin 2012. La version française est éditée par Soleil Manga dans la collection « Eros » en quatre tomes sortis entre janvier 2013 et octobre 2013 et la version anglaise par Digital Manga sous le « Project H ».

## Personnages
Shin Nitta (新田 信, Nitta Shin)
Kanoko Kikuchiya (菊池屋 花乃子, Kikuchiya Kanoko)
Yoriko Kikuchiya (菊池屋 依子, Kikuchiya Yoriko)

## Liste des volumes
| no | Japonais          | Japonais          | Français        | Français          |
| no | Date de sortie    | ISBN              | Date de sortie  | ISBN              |
| -- | ----------------- | ----------------- | --------------- | ----------------- |
| 1  | 7 mai 2010        | 978-4-8124-7270-5 | 23 janvier 2013 | 978-2-3020-2742-8 |
| 2  | 7 avril 2011      | 978-4-8124-7536-2 | 24 avril 2013   | 978-2-3020-2482-3 |
| 3  | 27 septembre 2011 | 978-4-8124-7665-9 | 1er juin 2013   | 978-2-3020-3045-9 |
| 4  | 16 juin 2012      | 978-4-8124-7901-8 | 23 octobre 2013 | 978-2-3020-3138-8 |